# Wieża matematyczna Uniwersytetu Wrocławskiego

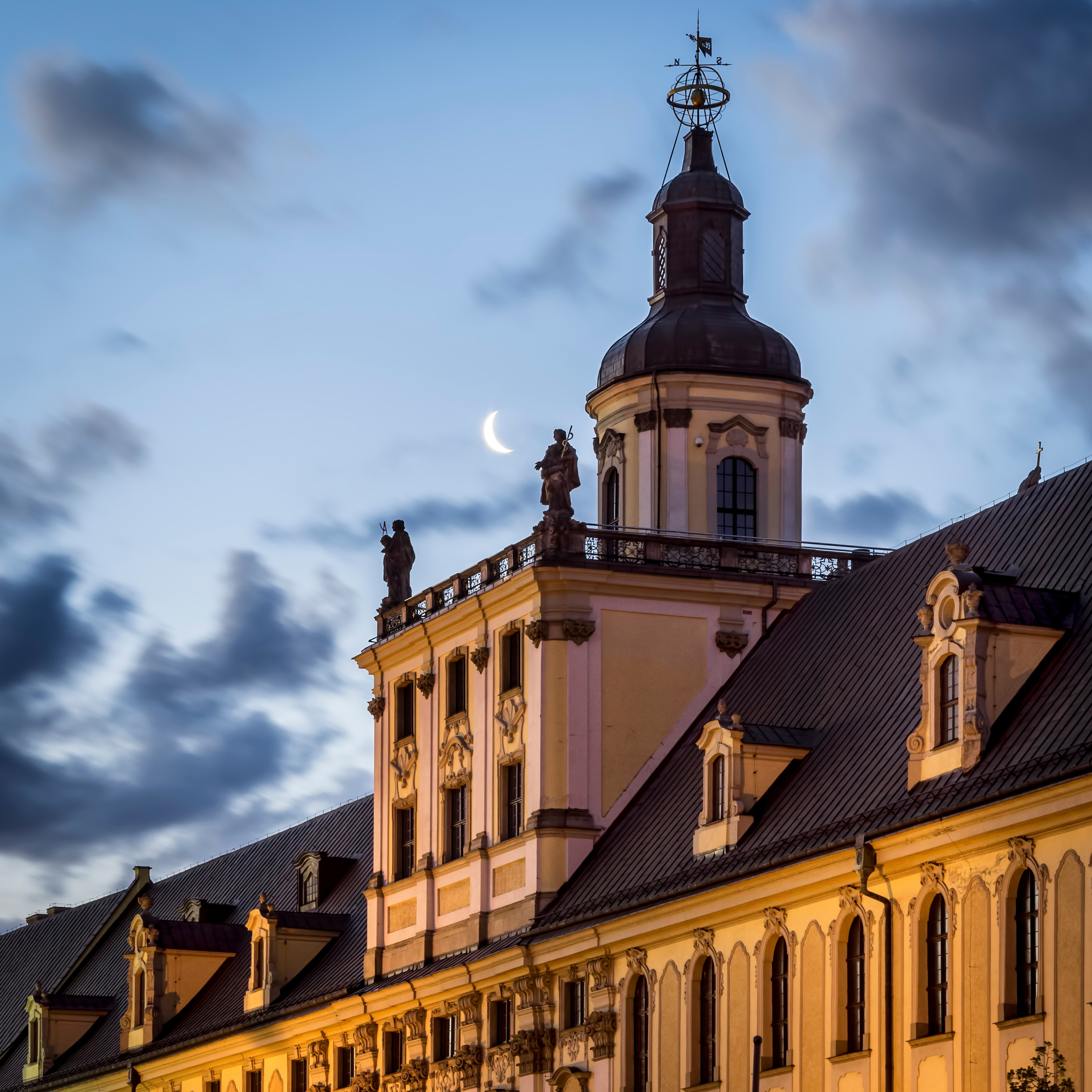
Wieża Matematyczna, na tarasie widoczne rzeźby Mangoldta

Wieża Matematyczna Uniwersytetu Wrocławskiego, zwana również Wieżą Astronomiczną ze względu na dawniej umieszczone w niej obserwatorium astronomiczne – jedyna z trzech planowanych wież, która doczekała się realizacji w czasie budowy głównego gmachu Uniwersytetu (1728–1737).
Wkrótce po otworzeniu Akademii Jezuickiej, jezuita Longinus Anton Jungnitz otworzył na Wieży obserwatorium astronomiczne, które oprócz obserwacji astronomicznych prowadziło także obserwacje meteorologiczne. Instrumentów do obserwatorium dostarczał wrocławski wynalazca Karl Heinrich Klingert. W 1800 obserwatorium zwiedzał, a później opisał w swoich wspomnieniach, przyszły prezydent USA John Quincy Adams. 20 kwietnia 1835 Heinrich Ludwig Bogusławski odkrył tu kometę. Od 1851 obserwatorium prowadził Johann Gottfried Galle, który sporządził wówczas katalog komet. Na początku XX w. obserwatorium zamknięto, głównie z powodu znacznego zadymienia powietrza i oświetlenia nad miastem, co utrudniało badania nocne. W czasie oblężenia Wrocławia w 1945, latarnia wieży i dach uległy zniszczeniu. Zabytkowe instrumenty w 1956 wywieziono do Uniwersytetu Jagiellońskiego. Obecnie Wieża Matematyczna po restauracji ukończonej w 2000 wchodzi w skład muzeum uniwersyteckiego, jest też popularnym punktem turystycznym ze względu na dobrą panoramę z tarasu.
Taras na górze wieży zdobią cztery rzeźby dłuta Franza Mangoldta, alegoryczne przedstawienia nauk: teologii z atrybutami krzyża i księgi, filozofii z globusem i cyrklem oraz Temidy (prawo) z wagą szalkową i papieską tiarą, wreszcie medycyny z laską Eskulapa. Z pierwotnego wyposażenia astronomicznego z XVIII w. zachowała się specjalna rynna w podłodze, z wytyczoną w niej meridianą, tj. linią południka 17° 2′ 0,4936″. Latarnię wieńczy sfera armilarna.